# Rio Egher (Batár)
O Rio Egher é um rio da Romênia, afluente do Batar, localizado no distrito de Satu Mare.